# Riverdance
A Riverdance (magyarul szó szerint "folyótánc") egy hagyományos ír sztepptáncból álló színpadi show, mely a gyors lábmozgásról híres. Az előadás alatt a táncosok kezei és teste szinte mozdulatlan, végig ugyan abban a tartásban van.
A Riverdance-t először az 1994-es Eurovíziós Dalfesztivál átvezető előadásaként mutatták be április 30-án.
1994 novemberében elkeltek a jegyek az 1995. február 9-én a dublini Point Theatre-ben bemutatott első önálló Riverdance show-ra. A fellépők közt volt az ír táncbajnok Jean Butler és Michael Flatley valamint az Anúna nevű ír kórus is. Az öt hétig műsoron lévő show telt házas volt.
A Riverdance akkora vonzerővel rendelkezett, hogy az ír művészet nagyon rövid idő alatt világszerte népszerű lett. A tánciskolai jelentkezések megugrottak. Az ír zenei összejövetelek száma megnőtt, az ír művészet iránti érdeklődés soha nem látott magasságokba szökött. Azonban később megcsappant az érdeklődés, ahogyan az érdeklődők rájöttek, a sikerhez rengeteg munkát kell befektetni.
A Riverdance-t továbbra is világszerte előadják. Minden előadó társaságot egy ír folyó után neveznek el. Jelenleg a Boyne (Észak-Amerikában), az Avoca és a Foyle (Európában) csoportok lépnek fel. A jelenlegi csoportok kisebb létszámúak, mint az eredeti előadások csapata.

## Külső hivatkozások
- Riverdance honlap
- Michael Flatley honlapja
- Bill Whelan honlapja
- Jean Butler honlapja
- Colin Dunne honlapja Archiválva 2007. június 12-i dátummal a Wayback Machine-ben